# Virgo (interferometru)

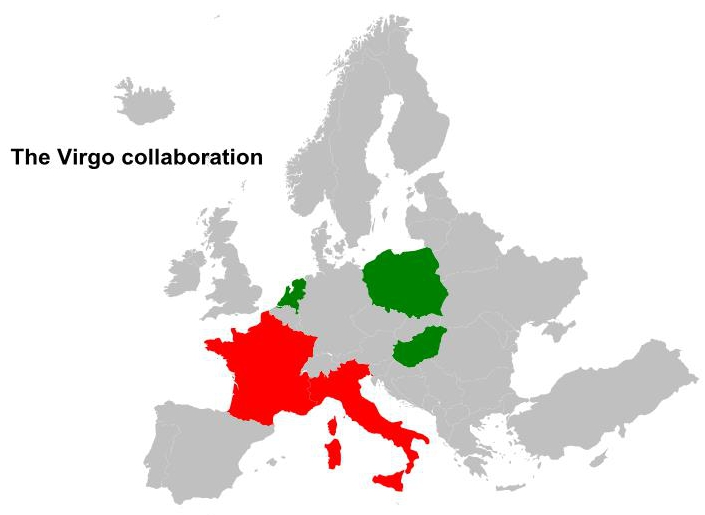
Țările participante la experimentul Virgo. Cu roșu sunt evidențiate țările fondatoare, iar cu verde cele care s-au alăturat proiectului mai târziu.

Virgo este un instrument științific uriaș, construit în apropiere de Pisa, în Italia. Colaborarea internațională asociată cuprinde laboratoare din cinci țări : Franța și Italia (cele două țări fiind la originea proiectului), Țările de Jos, Polonia și Ungaria. Detectorul Virgo este un interferometru Michelson izolat de perturbațiile exterioare (oglinzi și instrumente suspendate, fascicule laser în vid), iar fiecare din brațe măsoară trei kilometri lungime. Virgo are drept scop realizarea detecției directe a undelor gravitaționale prezise de teoria relativității generale.
Alte detectoare similare lui Virgo sunt în funcțiune în lume, între altele două interferometre  LIGO, construite în Statele Unite ale Americii : la Hanford în statul Washington și la Livingston în Louisiana. Din 2007 Virgo și LIGO sunt legate printr-un acord de colaborarecare include schimbul de date înregistrate de diferite detectoare și o politică de publicare comună a rezultatelor fizice obținute analizând împreună aceste date. Această cooperare este necesară:  detectoarele interferometrice uriașe nu sunt direcționale (ele observă ansamblul cerului) și caută semnale de amplitudini extrem de slabe, rare și perturbate de zgomote instrumentale de origini foarte variate. Astfel doar detecția simultană a unei unde gravitaționale în mai multe instrumente va permite să se conchidă o descoperire și să se obțină informații despre sursa acestui semnal.

## Denumire
Numele „Virgo” vine de la un roi de vreo 1.500 de galaxii situat în constelația Fecioara, la circa 50 de milioane de ani-lumină de Terra. Cum nicio sursă terestră de unde gravitaționale nu este destul de puternică pentru a produce un semnal detectabil, Virgo trebuie să observe cosmosul.

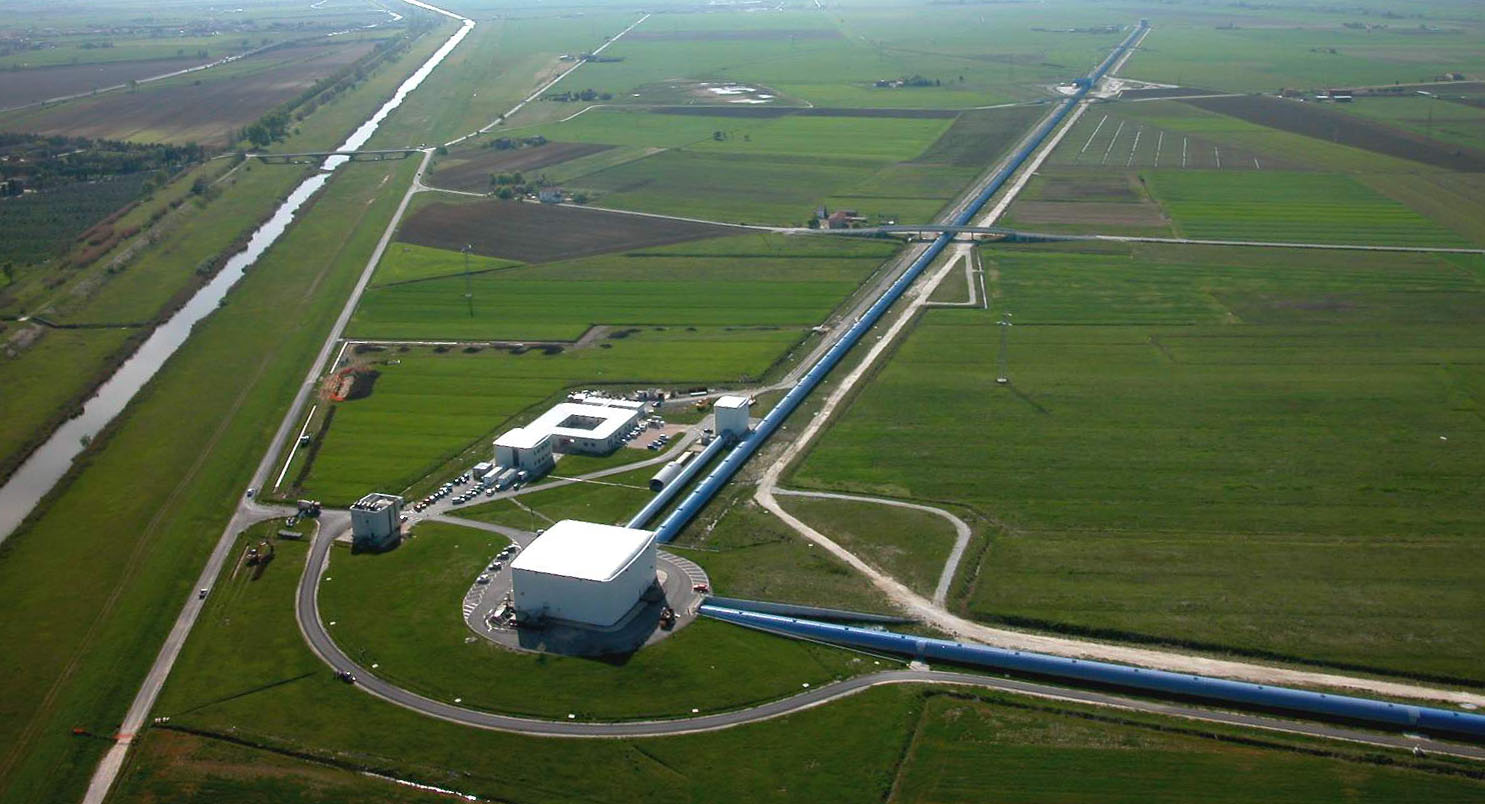
Vedere aeriană a complexului experimentului Virgo

## Detecția interferometrică a unei unde gravitaționale

### Efectul unei unde gravitaționale asupra unei cavități optice
În relativitatea generală o undă gravitațională este o perturbare a continuului spațiu-timp care se propagă cu viteza luminii. Ea curbează prin urmare foarte ușor spațiul-timp, ceea ce schimbă local traiectul luminii. Matematic, dacă {\displaystyle h} este amplitudinea (presupusă mică) a undei gravitaționale incidente și {\displaystyle L} lungimea cavității în care circulă lumina, variația {\displaystyle \delta L} a drumului optic, datorată trecerii undei gravitaționale, este dată de formula:
cu {\displaystyle C\leq 1} un factor geometric care depinde de orientarea relativă între cavitatea și direcția de propagare a undei gravitaționale incidente.